# Skovens kampe
Skovens kampe er en amerikansk stumfilm fra 1917 af John G. Adolfi.

## Medvirkende
- June Caprice som June Griest.
- Frank Morgan som Frank Trent.
- Tom Brooke.
- Richard Neill som Bob Gale.
- Theodore Roberts.